# تپانچه نامبو
تپانچه‌های نامبو (به ژاپنی: 南部拳銃 یا 南部大型自動拳銃 Nanbu kenjuu یا Nanbu ōgata jidou-kenjuu) نام مجموعه‌ای پیستول‌های نیمه‌خودکار بودند که به دست شرکت زرادخانه کوئیشیکاوا ساخته شدند. از این تپانچه ۵ واریته ساخته شد که نخستین آنها ،که تیپ A نام داشت و به بابابزرگ معروف بود، در ۱۹۰۲  طراحی گردید. تیپ ۱۴ آن اسلحه کمری سازمانی ارتش امپراتوری ژاپن بود. طراح این جنگ‌افزار کیجیرو نامبو بود. احتمالاً ایدهٔ ساخت آن از موزر سی ۹۶ گرفته شده‌باشد.

## تاثیرگذاری و معایب
این تپانچه از هیچ نظر خواسته های سازندگان و به کار گیرندگان را برآورده نمی کرد.از نظر از
ارگونومی تپانچه ای بد دست و بد شکل بود،از نظر پیچیدگی بسیار پیچیده بود و باز و بسته کردن آن را در میدان جنگ جهت تمیز کردن و تعمیر خرابی (که بسیار رایج بود) را سخت می کرد ،از نظر اعتماد بسیار ضعیف بود به طوری که بعد از کشیدن ماشه مجموعه ای از اتفاقات می توانست رخ دهد، اگر خوش شانس بودید،گلوله شلیک می شد، و اگر نه اتفاقاتی از قبیل گیر کردن گلوله، انفجار گلوله در جان لوله و انفجار تپانچه در دست ، شلیک گلوله و گیر کردن مَرمی در لوله ، حتی شلیک های اشتباهی که زمانی که اسلحه در نگهدارنده کمربند قرار داشت (به دلیل سیستم ایمنی ضعیف و بر پایه یک تکه آهن)، این تپانچه را نه تنها تبدیل به کابوسی برای دشمن کرده بود، بلکه نیروهای به کار گیرنده ارتش امپراتوری ژاپن هم از آن وحشت داشتند.برخی محققان و متخصصین اسلحه و جنگ افزار، آن را بدترین و فاجعه بار ترین تپانچه جنگ جهانی دوم در مقایسه با دیگر تپانچه های آن موقع نظیر  کلت ام۱۹۱۱ ،  والتر په۳۸  و  لوگر پی۰۸  و  توکارف ته‌ته-۳۳  می دانند.

## به‌کاربرندگان
- ژاپن[۱]
- تایلند[۱]
- تایوان (غنیمت گرفته‌شده از نیروهای ژاپنی در خلال جنگ جهانی دوم)
- مالایای بریتانیا